# زبابة نحيلة
زبابة نحيلة (الاسم العلمي: Sorex gracillimus) (بالإنجليزية: Slender Shrew)‏ هي نوع من الثدييات يتبع جنس الزبابة من الفصيلة الزبابات.